# مالكوم جونز (سياسي)
مالكوم جونز (بالإنجليزية: Malcolm Jones)‏ هو سياسي أسترالي، ولد في 25 أغسطس 1946 بتشستر في المملكة المتحدة. حزبياً، نشط في Outdoor Recreation Party ‏. وقد انتخب عضو المجلس التشريعي نيو ساوث ويلز.